# Sachin Tendulkar
Sachin Ramesh Tendulkar est un joueur de cricket international indien né le 24 avril 1973 à Bombay. Surnommé « The Little Master », il est souvent cité comme l'un des meilleurs batteurs de l'histoire du cricket et bat, au cours de sa carrière, plusieurs records du monde significatifs. Il débute en first-class cricket avec l'équipe de Bombay à seulement quinze ans avant d'être sélectionné pour la première fois avec l'équipe d'Inde un an plus tard, en 1989.
En 1998, il dépasse le meilleur total de centuries réussis en One-day International (ODI). En 2000, il devient le détenteur du record du plus grand nombre de courses dans cette forme de jeu. En test-matchs, il bat les meilleures marques équivalentes respectivement en 2005 et en 2008. Il réussit en 2010 le plus haut score individuel en ODI, 200 courses, et remporte la Coupe du monde de cricket en 2011 avec l'Inde.
De nombreux contrats publicitaires font de lui, au cours de sa carrière, le joueur le plus riche du monde. Il prend sa retraite sportive en 2013.

## Biographie

### Jeunesse et début de carrière
Sachin Tendulkar naît le 24 avril 1973 à Bombay. Il est le plus jeune d'une fratrie de quatre enfants, chez qui le cricket est une passion. Jusqu'à 11 ans, il ne joue qu'avec des balles de tennis ou de caoutchouc. Son frère Ajit, d'un an son aîné, lui sert de mentor. Celui-ci le pousse à se faire entraîner par Ramakant Achrekar. Éduqué à Sharadashram Vidyamandir, Tendulkar joue dans l'équipe de cricket de l'école. Il réussit son premier century pour celle-ci à l'âge de douze ans. En 1988, à quatorze ans, il marque un double-century en quart-de-finale du Harris Shield Tournament, un trophée inter-écoles. En février, en demi-finale de la compétition contre la St Xavier's High School, Tendulkar et Vinod Kambli, un autre futur international indien, marquent 664 courses en association (partnership) l'un avec l'autre, le total le plus élevé jamais enregistré dans n'importe quelle forme de cricket, un record battu par deux indiens de treize ans en 2006. Son score personnel est de 326 courses. En finale, il marque 346 courses en une manche.
À quinze ans, alors qu'il s'entraîne avec l'équipe de Bombay, il est repéré par celui qui en est le capitaine, Dilip Vengsarkar. Celui-ci lui fait faire ses débuts en cricket « first-class » contre le Gujarat dans le Ranji Trophy en décembre 1988. Tendulkar marque un century qui fait de lui le plus jeune indien à en réussir un lors du match de ses débuts à ce niveau.

### Débuts internationaux
Fin 1989, à 16 ans et alors qu'il n'a disputé qu'une saison avec Bombay, Tendulkar est sélectionné pour une tournée de l'équipe d'Inde au Pakistan. Il dispute son premier test-match à 16 ans et 205 jours au National Stadium de Karachi contre les locaux. Il ne marque que 15 courses à cette occasion. Lors de la quatrième et dernière rencontre de la série, au Jinnah Stadium de Sialkot, il est touché au nez par un lancer de Waqar Younis mais, ensanglanté, réalise un score de 57 courses. Il fait ses débuts en One-day International le 18 décembre de la même année, toujours face au Pakistan, mais est éliminé sans avoir marqué.
Il est sélectionné pour la tournée de l'équipe d'Inde en Angleterre en 1990. Lors du deuxième test-match de la série face à l'équipe d'Angleterre, à Old Trafford, il réussit son premier century international, 119 courses sans être éliminé dans la deuxième manche indienne alors que son équipe est en mauvaise posture. Sa performance permet à l'Inde d'éviter la défaite, et, à 17 ans et 112 jours, il est alors le deuxième plus jeune joueur de l'histoire à réussir un score supérieur à 100 dans cette forme de jeu. Il est également du voyage en Australie en 1991-1992. L'Inde y perd une série de cinq test-matchs par quatre victoires à zéro contre l'Australie, mais Tendulkar est le batteur le plus performant de son équipe. Lors de la troisième partie, au Sydney Cricket Ground, il devient le plus jeune joueur à réussir un century sur le sol australien dans ce format, avec un score de 148 courses. Il réalise notamment une association de 196 courses avec Ravi Shastri, qui, lui, marque 206 courses. Lors du cinquième test-match, au WACA Ground de Perth, il marque 114 courses sur les 140 que son équipe accumule pendant qu'il est sur le terrain.
En 1992, à 19 ans, il devient le premier joueur non-anglais à signer un contrat avec le Yorkshire County Cricket Club, qui vient alors d'abolir une pratique vieille de sept décennies selon laquelle seuls les joueurs nés dans le Yorkshire peuvent faire partie du club. Il participe notamment à 16 rencontres du County Championship, totalisant 1 070 courses dans la compétition.

### Suite de carrière
Tendulkar marque son premier century en ODI en septembre 1994 contre l'Australie au cours d'un tournoi tripartite au Sri Lanka, lors de son 78e match à ce niveau. Avec 523 courses, il est le meilleur marqueur de la Coupe du monde 1996, organisée en Inde, au Pakistan et au Sri Lanka.

### Gains
Tendulkar devient le joueur de cricket le plus riche du monde lorsqu'il signe en 1995 un contrat de 31,5 crore roupies sur cinq ans avec WorldTel. En 2001, il signe un nouveau contrat de cinq ans avec cette compagnie, cette fois de 100 crore roupies. En 2006, il signe un contrat de 40 millions de dollars américains pour trois ans avec la société de marketing Iconix, filiale de Saatchi and Saatchi.
En octobre 2021, son nom est cité dans les Pandora Papers.

## Bilan sportif

### Principales équipes
| Internationales    | Internationales | Internationales | Internationales |
|                    | Test            | ODI             | Twenty20        |
| ------------------ | --------------- | --------------- | --------------- |
| Inde               | 1989 -          | 1989 -          | 2006 -          |
| Domestiques        |                 |                 |                 |
|                    | First-class     | List A          | Twenty20        |
| Bombay puis Mumbai | 1988-89 -       | 1990-91 -       | 2006-07 -       |
| Yorkshire          | 1992            | 1992            |                 |
| Mumbai Indians     |                 |                 | 2008 -          |

### Statistiques

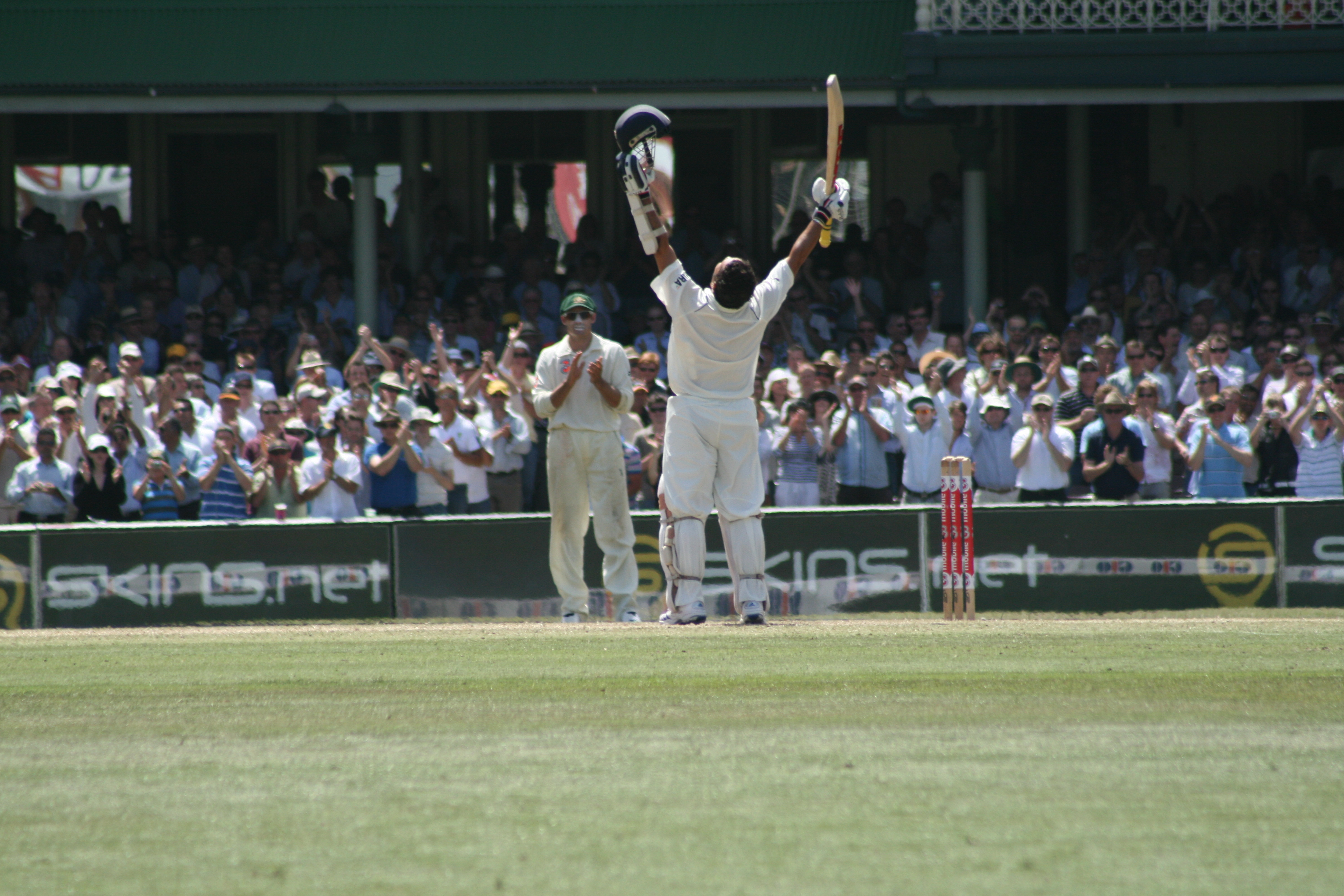
Sachin Tendulkar levant les bras après avoir réussi un century, 2008.

Sachin Tendulkar réussit son trente-cinquième century en test-match avec l'équipe d'Inde en décembre 2005 contre le Sri Lanka, dépassant le record vieux de plus de vingt ans de son compatriote Sunil Gavaskar. Il franchit le record de courses de Brian Lara dans ce format, 11 953, en octobre 2008 contre l'Australie, et devient par la même occasion le premier joueur à passer la barre des 12 000 courses à ce niveau. Tendulkar marque son 15 000e point à ce niveau en 2011.
En One-day International (ODI), il dépasse les 17 centuries de Desmond Haynes en 1998 contre le Zimbabwe, moins de quatre ans après avoir réalisé son premier score supérieur à 100 à ce niveau. Il franchit les 9 378 courses de son ancien coéquipier Mohammad Azharuddin en octobre 2000 contre la Nouvelle-Zélande. Tendulkar marque son 18 000e point à ce niveau en 2011.
Le 24 février 2010, il devient le premier joueur à atteindre les 200 courses en une manche en ODI, lorsqu'il en marque exactement ce nombre lors d'une rencontre contre l'Afrique du Sud au Captain Roop Singh Stadium de Gwâlior. Il bat ainsi le record partagé par Saeed Anwar (Pakistan) et Charles Coventry (Zimbabwe), 194 courses. En 2011, son coéquipier Virender Sehwag fait mieux en réalisant un total de 219 points contre les Indes occidentales.
| Record                   | Prédécesseur                          | Total de Tendulkar | Successeur                   |
| ------------------------ | ------------------------------------- | ------------------ | ---------------------------- |
| Courses en test-matchs   | Brian Lara (11 953)                   | 15 921             |                              |
| Centuries en test-matchs | Sunil Gavaskar (34)                   | 51                 |                              |
| Courses en ODI           | Mohammad Azharuddin (9 378)           | 18 426             |                              |
| Centuries en ODI         | Desmond Haynes (17)                   | 49                 | Virat Kohli (50) le 15/11/23 |
| Meilleur score en ODI    | Saeed Anwar et Charles Coventry (194) | 200                | Virender Sehwag (219)        |

## Honneurs
- Un des cinq Wisden Cricketers of the Year de l'année 1997.
- Désigné meilleur joueur de la Coupe du monde de cricket de 2003[26].
- Padma Vibhushan en 2008[27].
- Rajiv Gandhi Khel Ratna 1997-98.
- Bharat Ratna 2014
- Laureus World Sports Awards 2020[28]